# Telefonní číslo
Telefonní číslo jednoznačně identifikuje účastníka v telefonní síti. Při realizaci telefonního hovoru použije jeden účastník nejprve telefon tak, že vytočí (či zadá na klávesnici) číslo druhého účastníka. Má-li být telefonní spojení navázáno, ozve se vyzváněcí (volný) tón a po něm se hovor uskuteční až v momentu, kdy volaný účastník stiskne tlačítko „přijmout hovor“ nebo zvedne sluchátko telefonu.
Přesnou délku a strukturu telefonního čísla v dané zemi určuje národní číslovací plán; ten obvykle určuje společné předvolby v rámci telefonních čísel podle druhu či umístění účastníka. Někde lze pro místní hovor (v rámci určité oblasti) použít zkrácenou formu telefonního čísla (bez předvolby).
Při mezinárodním hovoru je třeba před číslem ještě vytočit předvolbu země. Formát mezinárodního telefonního čísla definuje standard E.164.

## Bezplatná telefonní čísla v České republice

### Tísňové linky
- 150 Hasičský záchranný sbor
- 155 Zdravotnická záchranná služba
- 158 Policie České republiky
- 156 Městská policie
- 112 Jednotné evropské číslo tísňového volání

### Další bezplatné linky
- Zelené linky (předvolba 800, 822)
- Harmonizované služby se sociální hodnotou (116xxx)[1]

## Identifikace telefonních čísel v Česku
| Předčíslí                                  | Typ linky                                 | Minutová sazba                                                                    |
| ------------------------------------------ | ----------------------------------------- | --------------------------------------------------------------------------------- |
| 116                                        | harmonizované služby se sociální hodnotou | zdarma                                                                            |
| 601 - 608                                  | veřejná mobilní telefonní síť             | dle individuálního tarifního plánu volajícího                                     |
| 702 - 705, 720 - 739, 770 - 779, 790 - 799 | veřejná mobilní telefonní síť             | dle individuálního tarifního plánu volajícího                                     |
| 800                                        | zelené linky                              | zdarma                                                                            |
| 81, 83, 843, 844, 845, 846 a 855           | modré linky                               | místní tarif                                                                      |
| 840 - 842, 847 - 849                       | bílé linky                                | běžný tarif                                                                       |
| 900                                        | žluté linky                               | 4 - 95 korun (po předvolbě následující dvojčíslí vyjadřuje cenu hovoru za minutu) |
| 905                                        | duhové linky                              | po předvolbě následující dvojčíslí určuje desetinásobek ceny celého hovoru        |
| 906                                        | duhové linky                              | 4 - 95 korun (po předvolbě následující dvojčíslí vyjadřuje cenu hovoru za minutu) |
| 908                                        |                                           | po předvolbě následující dvojčíslí určuje cenu celého hovoru                      |
| 909                                        | erotické linky                            | 4 - 95 korun (po předvolbě následující dvojčíslí vyjadřuje cenu hovoru za minutu) |
| 910                                        | telefonování přes internet (VOIP)         | dle tarifu volajícího                                                             |
| 950                                        | státní správa                             | dle tarifu volajícího                                                             |
| 954                                        | Česká pošta                               | dle tarifu volajícího                                                             |
| 971                                        | přístup k internetu                       | dle tarifu volajícího                                                             |
| 972                                        | České dráhy                               | dle tarifu volajícího                                                             |
| 973                                        | Armáda ČR                                 | dle tarifu volajícího                                                             |
| 974                                        | Policie ČR                                | dle tarifu volajícího                                                             |

### Soutěžní a hlasovací SMS
- Sedmimístná čísla: cenu hovoru v korunách určují dvě poslední číslice
- Osmimístná čísla: cenu hovoru v haléřích určují tři poslední číslice